# لوكاس بيرالدو
لوكاس لوبيس بيرالدو (بالبرتغالية: Lucas Lopes Beraldo؛ مواليد 24 نوفمبر 2003) هو لاعب كرة قدم برزيلي يلعب لمدافع في قلب الدفاع في نادي باريس سان جيرمان في الدوري الفرنسي ومنتخب البرازيل لكرة القدم منذ عام 2024.

## النشأة
ولد لوكاس بيرالدو في 24 نوفمبر 2003 في بيراسيكابا، والده هو لاعب كرة القدم السابق أندريه بيرالدو.

## مسيرته الكروية
في 26 مايو 2022 لعب بيرالدو أول مباراة له مع ساو باولو في كوبا سود أمريكانا ضد نادي أياكوتشو من الدوري البيروي في المباراة التي انتهت بفوز فريقه 1–0. في 24 سبتمبر 2023 فاز بأول بطولة له مع ساو باولو وهي كأس البرازيل.
قي 1 يناير 2024 انتقل بيرالدو إلى نادي باريس سان جيرمان من الدوري الفرنسي بصفقة بلغت قيمتها 20 مليون يورو ووقع عقدًا مع النادي في صفقة حتى يونيو 2028. وبعد ذلك بيومين لعب بيرالدوأول مباراة له مع باريس سان جيرمان في كأس الأبطال الفرنسي ضد نادي تولوز، في المباراة التي انتهت بفوز فريقه 1–0، وفاز بأول بطولة له مع النادي. في 13 مارس 2024، سجل هدفه الأول في كأس فرنسا ليجعل النتيجة النهائية 3–1 لصالح فريقه ضد نادي نيس.
كان بيرالدو جزءًا من منتخب البرازيل تحت 20 سنة لكرة القدم في عام 2022.في 1 مارس 2024، تم استدعاء بيرالدو إلى منتخب البرازيل لكرة القدم. وفي 23 مارس لعب أول مباراة له مع المنتخب في مباراة ودية ضد منتخب إنجلترا لكرة القدم وفاز منتخب البرازيل 1–0 في هذه المباراة.

## روابط خارجية
- لوكاس بيرالدو على موقع الاتحاد الأوربي (الإنجليزية)
- لوكاس بيرالدو على موقع إي إس بي إن إف سي (الإنجليزية)
- لوكاس بيرالدو على موقع قاعدة بيانات كرة القدم.إي يو (الإنجليزية)
- لوكاس بيرالدو على موقع ليكيب (الفرنسية)
- لوكاس بيرالدو على موقع ناشيونال فوتبول تيمز (الإنجليزية)
- لوكاس بيرالدو على موقع Soccerbase.com (لاعب) (الإنجليزية)
- لوكاس بيرالدو على موقع Soccerway.com (الإنجليزية)
- لوكاس بيرالدو على موقع عالم كرة القدم.نت (الإنجليزية)